# Derby Makinka
Derby Makinka (* 5. September 1965; † 27. April 1993) war ein sambischer Fußballspieler. Der sambische Fußballer des Jahres 1989 gehört zu den Opfern des Flugunfalls der DHC-5 Buffalo AF-319 der sambischen Luftstreitkräfte.

## Sportlicher Werdegang
Makinka spielte zunächst bei den Profound Warriors aus Lusaka in seinem Heimatland. 1988 errang er internationale Aufmerksamkeit, als die sambische Auswahlmannschaft bei den Olympischen Sommerspielen 1988 insbesondere nach einem 4:0-Erfolg über die italienische Auswahlmannschaft das Viertelfinale des Fußballwettbewerbs erreichte. Gemeinsam mit Wisdom Chansa und Richard Mwanza wechselte er im folgenden Jahr in die Wysschaja Liga, wo die drei bei Pamir Duschanbe die ersten ausländischen Spieler in der höchsten Liga der Sowjetunion waren. Nach nur drei Einsätzen kehrte er dem Land den Rücken und kehrte nach Afrika zurück, wo er in Simbabwe auflief. 1991 wechselte er nach Europa zum polnischen Klub Lech Posen, wo er nur kurzzeitig blieb und zu al-Ettifaq nach Saudi-Arabien weiterzog.
Im April 1993 war Makinka, der bereits Mitte der 1980er Jahre in der sambischen Nationalmannschaft debütiert hatte, mit der Nationalmannschaft auf dem Weg nach Senegal zu einem Qualifikationsspiel zur Weltmeisterschaft 1994. Bei einem Flugunfall am Spätabend des 27. April 1993 stürzte er mit einer Militärmaschine vom Typ De Havilland Canada DHC-5D Buffalo der Sambischen Luftwaffe kurz nach dem Auftanken in Libreville, der Hauptstadt Gabuns, in den Atlantischen Ozean. Dabei kamen alle 30 Flugzeuginsassen ums Leben, darunter 18 Spieler sowie die beiden Trainer Godfrey Chitalu und Alex Chola und der Verbandspräsident Michael Mwape.